# Léon Daudet
Léon Daudet (ur. 16 listopada 1867 w Paryżu, zm. 30 czerwca 1942 w Saint-Rémy-de-Provence) – francuski dziennikarz, pisarz i przedstawiciel nacjonalizmu integralnego. W trakcie trwania afery Dreyfusa opowiedział się po stronie osób uznających winę Dreyfusa. W 1908 założył wraz ze swym przyjacielem Charlesem Maurrasem monarchistyczny dziennik L’Action Française.